# 母鸡骨螺
母鸡骨螺（学名：Haustellum gallinago），是新腹足目骨螺科鹬头螺属的一种。主要分布于台湾，常栖息在深海。现为Vokesimurex gallinago (G.B.Sowerby Iii, 1903)的异名。